# Acrocercops chrysoplitis
Acrocercops chrysoplitis är en fjärilsart som beskrevs av Edward Meyrick 1937. Acrocercops chrysoplitis ingår i släktet Acrocercops och familjen styltmalar. Inga underarter finns listade i Catalogue of Life.